# ダグラス・アレクサンダー
ダグラス・ガーヴァン・アレクサンダー（英: Douglas Garven Alexander, 1967年10月26日）は、イギリス労働党の政治家。ブラウン内閣で国際開発大臣を務めた。

## 経歴

### 若年期
1967年、グラスゴーに生まれる。父のダグラス・N・アレクサンダーは医者で、スコットランド教会の聖職者でもあった。子供時代はもっぱらレンフルーシャイアで過ごす。少年団ボーイズ・ブリゲード（BB、Boys Brigade）にも参加し、マーチングバンドではラッパ吹きを務めた。1981年にはスコットランドBBマーチングバトン選手権での優勝に貢献している。学生時代の1982年に、労働党に入党した。
1984年、奨学金を得てカナダのインターナショナルスクール、ピアソン・カレッジへ留学し、国際バカロレア資格を取得、帰国するとエディンバラ大学へ進学し、政治学と近現代史を学んだ。1988年には再び奨学金を得て、アメリカ合衆国のペンシルベニア大学へ留学した。この留学中、彼は1988年アメリカ合衆国大統領選挙における民主党の大統領候補マイケル・デュカキスの元で働き、貴重な経験を得た。
1990年、当時は影の内閣で貿易・産業大臣を務めていたゴードン・ブラウンのスピーチライターとなる。その後、再びエディンバラ大学に戻り、法学士の単位免状を取得する。1993年、非常に優秀な成績で卒業した後、エディンバラで事務弁護士として働いた。

### 政界入り
それまでの華やかなキャリアとは対照的に、政界入りまでの過程では苦難が続いた。1995年、保守党議員のニコラス・フェアバーンの死去に伴い、パース・アンド・キンロスで補欠選挙が実施されると、ここで労働党の候補者に選ばれて出馬した。補欠選挙ではスコットランド国民党のロザンナ・カニンガムが当選し、アレクサンダーは落選してしまうが、保守党の候補者を退けて2位につけることには成功した。このことが党首トニー・ブレアの注目を引き、インヴァネスでのスコットランド労働党会議に出席を許された。彼はここで、党綱領第4条（国有化条項）の廃止に関して批判的な発言を行った。
パース・アンド・キンロス選挙区の廃止後、1997年の総選挙で新設されたパース選挙区から出馬する。しかし、今度は保守党の候補者にも及ばず3位と惨敗した。その後、総選挙からそう日もたたない7月28日にペイズリーサウス選挙区選出の労働党議員ゴードン・マクマスターが自殺してしまう。これに伴って補欠選挙が行われることになり、アレクサンダーは再び労働党の候補者に選ばれる。彼は3度目の出馬にしてようやく初当選を果たし、11月6日に晴れて庶民院議員となった。

### 閣僚に
2001年の総選挙では、再選を果たしただけでなく労働党の勝利にも貢献したことから、貿易産業省担当の閣外大臣に任命され、市場競争や電子商取引分野を担当した。2002年5月には内閣府担当の閣外大臣に任命され、続いて2003年6月には内閣府を担当するランカスター公領大臣に昇進し、閣僚の一員となった。2004年9月には貿易担当閣外大臣に異動し、貿易産業省と外務英連邦省の両方を管轄する。
2005年の総選挙後、ヨーロッパ担当国務大臣に任命され、再び閣僚入りを果たす。さらに6月7日には枢密院のメンバーにも選ばれた。2006年5月5日の内閣改造では、運輸大臣とスコットランド大臣の兼任となり、2007年のスコットランド議会選挙を監督した。2007年、ゴードン・ブラウンがイギリスの首相の座に就くと、彼の内閣で国際開発大臣に任命された。また、ブラウン首相から次期総選挙に向けての選挙対策を任された。
しかし、2015年のイギリス総選挙ではスコットランドでのスコットランド国民党旋風のあおりをうけ落選。

## 家族・人物
妹のウェンディ・アレクサンダーも兄ダグラスと同じく政治家であり、スコットランド議会議員を務めている。また、2007年から2008年にかけてはスコットランド労働党の党首も務めていた。スコットランド教会の聖職者だった父は、2000年にスコットランド労働党党首にして初代スコットランド首席大臣のドナルド・デュワーの葬儀を担当している。
家庭では、妻ジャクリーン・クリスチャンとの間に2人の子どもを授かっている。
ブラウン派の中でも特にブラウンに忠実な議員であり、「ブラウン首相以外に友達がいない」とたびたび揶揄されている。

## 文献
- Torrance, David, The Scottish Secretaries (Birlinn 2006)